# Gitazi
Gitazi är ett vattendrag i Burundi.   Det ligger i provinsen Kayanza, i den nordvästra delen av landet, 50 kilometer nordost om huvudstaden Bujumbura.
Omgivningarna runt Gitazi är en mosaik av jordbruksmark och naturlig växtlighet. Runt Gitazi är det tätbefolkat, med 397 invånare per kvadratkilometer.